# Belichtungsautomatik

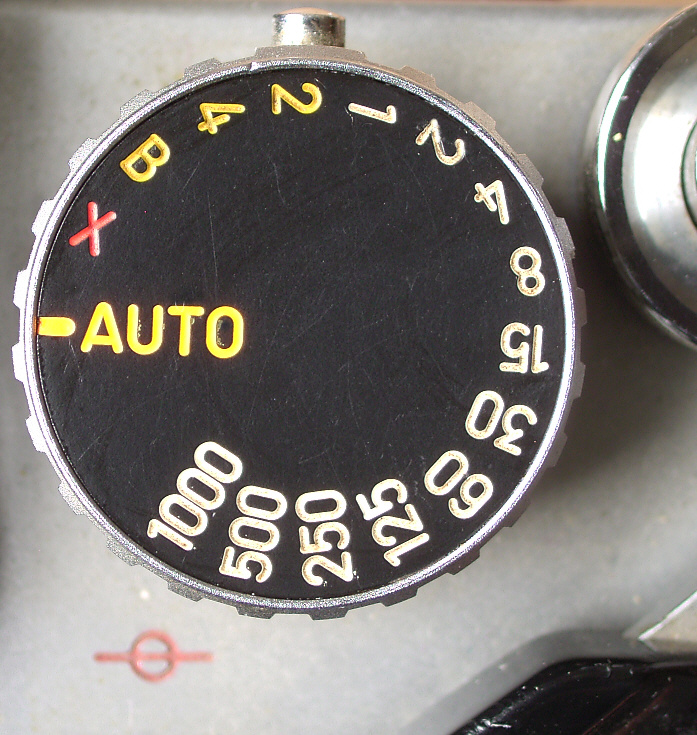
Einstellrad für die Verschlusszeiten mit einer Einstellung für Zeitautomatik

Die Belichtungsautomatik (Abk.: AE für engl. automatic exposure) ist ein Begriff aus der Fototechnik und ein Ausstattungsmerkmal moderner Fotoapparate, welche die automatische Belichtungssteuerung durch Koppelung von Blendenzahl und Verschluss ermöglicht. Voraussetzung für die Belichtungsautomatik ist ein in der Kamera eingebauter Belichtungsmesser. Dessen Funktionsweise ist unter Belichtungsmessung erklärt.

## Differenzierungsbereiche
Grundsätzlich werden drei Typen von Belichtungsautomatiken unterschieden (in Klammern der zugeordnete Buchstabe auf dem Betriebsarten-Wählrad der meisten Kameras):
1. Blendenautomatik oder Zeitvorwahl (S/Tv kurz für: Shutter priority / Time value): Verschlusszeit wird vorgewählt, Blende wird automatisch eingestellt
2. Zeitautomatik oder Blendenvorwahl (A/Av kurz für Aperture priority / Aperture value): Blende wird vorgewählt, Verschlusszeit wird automatisch eingestellt
3. Programmautomatik oder Vollautomatik (P): Blende und Verschlusszeit werden von der Kamera automatisch gesteuert.

Die manuelle Belichtungssteuerung bei abgeschalteter Automatik wird meist durch M gekennzeichnet.
Mittels einer Belichtungskorrektur kann vom Wert der Automatik abgewichen werden.
Nahezu alle modernen Spiegelreflexkameras verfügen über die gesamte Palette an Belichtungsautomatiken, einfache Kompaktkameras bieten dagegen häufig nur eine Programmautomatik.
Ältere Kameras, einige Mittelformatkameras sowie alle Fachkameras kommen ohne Belichtungsautomatik aus. Hier müssen Blende und Belichtungszeit mit Hilfe von internem oder externem Belichtungsmesser manuell eingestellt werden.